# Turul Spaniei 2011
Turul Spaniei 2011, cea de-a 66-a ediție a Turului Spaniei se desfășoară între 20 august-11 septembrie 2011. 

## Traseul
Pentru această ediție au fost programate 21 de etape.

## Echipe participante
Au fost invitate cele 18 echipe de ProTur, dar și alte 4 echipe, în total 22 echipe.
| Italia - Liquigas Cannondale - Lampre-ISD | Spania - Euskaltel-Euskadi - Andalucía-Caja Granada - Geox-TMC - Team Movistar | Franța - Ag2r-La Mondiale - Cofidis     |
| Belgia - Quick Step - Omega Pharma-Lotto  | SUA - HTC-Highroad - Garmin-Transitions - BMC Racing Team - Garmin-Cervélo     | Kazakhstan - Astana (echipă de ciclism) |
| Danemarca - Team Saxo Bank-SunGard        | Olanda - Rabobank - Skil-Shimano - Vacancesoleil-DCM                           |                                         |
| Marea Britanie - Team Sky                 | Luxemburg - Leopard Trek                                                       | Rusia - Team Katusha                    |

## Etapele programate
| #  | Dată          | Start                | Sosire                         | Km           | Tip etapă    | Tip etapă                     | Câștigător               |
| -- | ------------- | -------------------- | ------------------------------ | ------------ | ------------ | ----------------------------- | ------------------------ |
| 1  | 20 august     | Benidorm             | Benidorm                       | 13.5         |              | Crontra-cronometru pe echipe  | Leopard Trek (LEO)       |
| 2  | 21 august     | La Nucia             | Orihuela                       | 175.5        |              | Etapă plată                   | Christopher Sutton (SKY) |
| 3  | 22 august     | Petrer               | Totana                         | 163          |              | Etapă plată                   | Pablo Lastras (MOV)      |
| 4  | 23 august     | Baza                 | Sierra Nevada                  | 170.2        |              | Etapă de munte                | Daniel Moreno (KAT)      |
| 5  | 24 august     | Sierra Nevada        | Valdepeñas de Jaén             | 187          |              | Etapă intermediară            | Joaquim Rodríguez (KAT)  |
| 6  | 25 august     | Úbeda                | Córdoba                        | 196.8        |              | Etapă intermediară            | Peter Sagan (LIQ)        |
| 7  | 26 august     | Almadén              | Talavera de la Reina           | 187.6        |              | Etapă plată                   | Marcel Kittel (SKS)      |
| 8  | 27 august     | Talavera de la Reina | San Lorenzo de El Escorial     | 177.3        |              | Etapă intermediară            | Joaquim Rodríguez (KAT)  |
| 9  | 28 august     | Villacastín          | Sierra de Bejar. La Covatilla  | 183          |              | Etapă de munte                | Daniel Martin (GRM)      |
| 10 | 29 august     | Salamanca            | Salamanca                      | 47           |              | Crontra-cronometru individual | Tony Martin (HTC)        |
|    | 30 august     | Zi de repaus         | Zi de repaus                   | Zi de repaus | Zi de repaus | Zi de repaus                  | Zi de repaus             |
| 11 | 31 august     | Verín                | Estación de Esquí Manzaneda    | 167          |              | Etapă de munte                | David Moncoutié (COF)    |
| 12 | 1 septembrie  | Puenteareas          | Pontevedra                     | 167.3        |              | Etapă plată                   | Peter Sagan (LIQ)        |
| 13 | 2 septembrie  | Sarria               | Ponferrada                     | 158.2        |              | Etapă de munte                | Michael Albasini (HTC)   |
| 14 | 3 septembrie  | Astorga              | La Farrapona. Lagos de Somiedo | 172.8        |              | Etapă de munte                | Rein Taaramäe (COF)      |
| 15 | 4 septembrie  | Avilés               | Angliru                        | 142.2        |              | Etapă de munte                | Juan José Cobo (COF)     |
|    | 5 septembrie  | Zi de repaus         | Zi de repaus                   | Zi de repaus | Zi de repaus | Zi de repaus                  | Zi de repaus             |
| 16 | 6 septembrie  | La Olmeda            | Haro                           | 188.1        |              | Etapă plată                   | Juan José Haedo (SBS)    |
| 17 | 7 septembrie  | Faustino V           | Peña Cabarga                   | 211          |              | Etapă de munte                | Chris Froome (SKY)       |
| 18 | 8 septembrie  | Solares              | Noja                           | 174.6        |              | Etapă intermediară            | Francesco Gavazzi (LAM)  |
| 19 | 9 septembrie  | Noja                 | Bilbao                         | 158.5        |              | Etapă intermediară            | Igor Antón (EUS)         |
| 20 | 10 septembrie | Bilbao               | Vitoria-Gasteiz                | 185          |              | Etapă intermediară            | Daniele Bennati (LEO)    |
| 21 | 11 septembrie | La Olmeda            | Haro                           | 188.1        |              | Etapă plată                   | Peter Sagan (LIQ)        |

## Evoluția clasamentelor
| Etapa | Câștigător               | Clasament general       | Clasament pe puncte      | Clasamentul cățărătorilor | Clasamentul combinat | Clasament pe echipe   | Combativitate             |
| ----- | ------------------------ | ----------------------- | ------------------------ | ------------------------- | -------------------- | --------------------- | ------------------------- |
| 1     | Leopard Trek (LEO)       | Jakob Fuglsang (LEO)    | nu se acordă             | nu se acordă              | nu se acordă         | Leopard Trek (LEO)    | Fabian Cancellara (LEO)   |
| 2     | Christopher Sutton (SKY) | Daniele Bennati (LEO)   | Christopher Sutton (SKY) | Paul Martens (RAB)        | Jesús Rosendo (ACG)  | Leopard Trek (LEO)    | Adam Hansen (OLO)         |
| 3     | Pablo Lastras (MOV)      | Pablo Lastras (MOV)     | Pablo Lastras (MOV)      | Pablo Lastras (MOV)       | Pablo Lastras (MOV)  | Team Movistar (MOV)   | Sylvain Chavanel (QST)    |
| 4     | Daniel Moreno (KAT)      | Sylvain Chavanel (QST)  | Pablo Lastras (MOV)      | Daniel Moreno (KAT)       | Daniel Moreno (KAT)  | Team RadioShack (RSH) | Thomas Rohregger (LEO)    |
| 5     | Joaquim Rodríguez (KAT)  | Sylvain Chavanel (QST)  | Daniel Moreno (KAT)      | Daniel Moreno (KAT)       | Daniel Moreno (KAT)  | Team RadioShack (RSH) | Michael Albasini (THR)    |
| 6     | Peter Sagan (LIQ)        | Sylvain Chavanel (QST)  | Joaquim Rodríguez (KAT)  | Daniel Moreno (KAT)       | Daniel Moreno (KAT)  | Team RadioShack (RSH) | Martin Kohler (BMC)       |
| 7     | Marcel Kittel (SKS)      | Sylvain Chavanel (QST)  | Peter Sagan (LIQ)        | Daniel Moreno (KAT)       | Daniel Moreno (KAT)  | Team RadioShack (RSH) | Luís Ángel Maté (COF)     |
| 8     | Joaquim Rodríguez (KAT)  | Joaquim Rodríguez (KAT) | Joaquim Rodríguez (KAT)  | Daniel Moreno (KAT)       | Daniel Moreno (KAT)  | Team RadioShack (RSH) | Adrián Palomares (ACG)    |
| 9     | Daniel Martin (GRM)      | Bauke Mollema (RAB)     | Joaquim Rodríguez (KAT)  | Daniel Martin (GRM)       | Bauke Mollema (RAB)  | Geox-TMC (GEO)        | Sebastian Lang (OLO)      |
| 10    | Tony Martin (HTC)        | Chris Froome (SKY)      | Joaquim Rodríguez (KAT)  | Daniel Martin (GRM)       | Bauke Mollema (RAB)  | Leopard Trek (LEO)    | Tony Martin (HTC)         |
| 11    | David Moncoutié (COF)    | Bradley Wiggins (SKY)   | Joaquim Rodríguez (KAT)  | Matteo Montaguti (ALM)    | Bauke Mollema (RAB)  | Team RadioShack (RSH) | Adrián Palomares (ACG)    |
| 12    | Peter Sagan (LIQ)        | Bradley Wiggins (SKY)   | Joaquim Rodríguez (KAT)  | Matteo Montaguti (ALM)    | Bauke Mollema (RAB)  | Team RadioShack (RSH) | Adam Hansen (OLO)         |
| 13    | Michael Albasini (HTC)   | Bradley Wiggins (SKY)   | Joaquim Rodríguez (KAT)  | David Moncoutié (COF)     | Daniel Moreno (KAT)  | Team RadioShack (RSH) | Amets Txurruka (EUS)      |
| 14    | Rein Taaramäe (COF)      | Bradley Wiggins (SKY)   | Joaquim Rodríguez (KAT)  | David Moncoutié (COF)     | Bauke Mollema (RAB)  | Geox-TMC (GEO)        | David de la Fuente (GEO)  |
| 15    | Juan José Cobo (GEO)     | Juan José Cobo (GEO)    | Joaquim Rodríguez (KAT)  | David Moncoutié (COF)     | Juan José Cobo (GEO) | Geox-TMC (GEO)        | Simon Geschke (SKS)       |
| 16    | Juan José Haedo (SBS)    | Juan José Cobo (GEO)    | Joaquim Rodríguez (KAT)  | David Moncoutié (COF)     | Juan José Cobo (GEO) | Geox-TMC (GEO)        | Jesús Rosendo (ACG)       |
| 17    | Chris Froome (SKY)       | Juan José Cobo (GEO)    | Bauke Mollema (RAB)      | David Moncoutié (COF)     | Juan José Cobo (GEO) | Geox-TMC (GEO)        | Johannes Fröhlinger (SKS) |
| 18    | Francesco Gavazzi (ITA)  | Juan José Cobo (GEO)    | Joaquim Rodríguez (KAT)  | David Moncoutié (COF)     | Juan José Cobo (GEO) | Geox-TMC (GEO)        | Sérgio Paulinho (RSH)     |
| 19    | Igor Antón (ESP)         | Juan José Cobo (GEO)    | Joaquim Rodríguez (KAT)  | David Moncoutié (COF)     | Juan José Cobo (GEO) | Geox-TMC (GEO)        | Igor Antón (ESP)          |
| 20    | Daniele Bennati (ITA)    | Juan José Cobo (GEO)    | Joaquim Rodríguez (KAT)  | David Moncoutié (COF)     | Juan José Cobo (GEO) | Geox-TMC (GEO)        | Carlos Barredo (RAB)      |
| 21    | Peter Sagan (SVK)        | Juan José Cobo (GEO)    | Bauke Mollema (RAB)      | David Moncoutié (COF)     | Juan José Cobo (GEO) | Geox-TMC (GEO)        | nu se acordă              |
| Final | Final                    | Juan José Cobo (GEO)    | Bauke Mollema (RAB)      | David Moncoutié (COF)     | Juan José Cobo (GEO) | Geox-TMC (GEO)        | Adrián Palomares (ACG)    |